# Porzellanfabrik Rauenstein

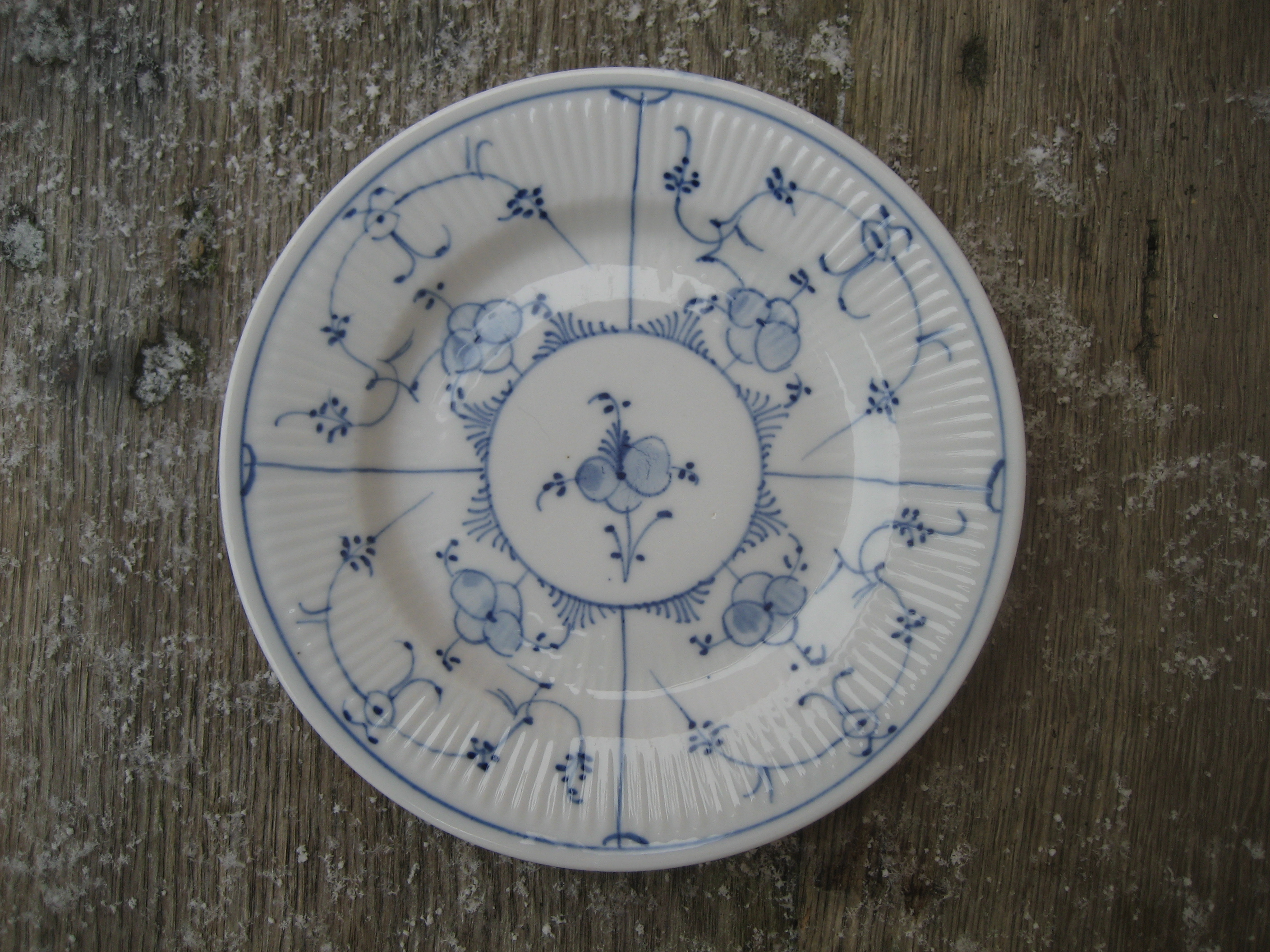
Rauensteiner Teller mit Blau Modell um 1920

Die Porzellanfabrik Rauenstein war ein Porzellanhersteller aus Rauenstein (Thüringen), der zwischen 1783 und 1930 bestand und für seine breite Produktpalette bekannt war. Die Marke „Rauenstein“ wird in Sammlerkreisen geschätzt.

## Geschichte
1783 kaufte Friedrich Christian Greiner günstig das lange leerstehende Schloss Rauenstein in Rauenstein (nahe Sonneberg), einem der ärmsten Walddörfer des damaligen Meininger Oberlandes und gründete die Porzellanfabrik Friedrich Christian Greiner und Söhne. Das Schloss wurde zur Produktionswerkstätte und auch der Fabrikbesitzer nahm dort seine Wohnung. Nach einigen Experimenten gelang im Oktober 1784 der erste gute Porzellanbrand. 

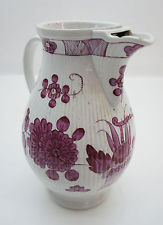
Kaffeekanne um 1830, Form: Antik, Dekor: Purpur halb Stroh

 Hergestellt wurde vor allem einfaches Kaffee- und Teegeschirr nach Meissner Art. Nach diesem Vorbild wurden Strohblumenmuster in Blau unterglasur und Maulbeerpurpur stilecht auf Porzellan mit der Oberfläche gebrochener Stab gemalt. Allerdings wurden die Teile häufig aus dickerem Porzellan gefertigt als bei Meissen, was zur Beliebtheit bei breiteren Bevölkerungskreisen führte. 1794 beschäftigte die Manufaktur bereits 174 Arbeiter. Schon in den ersten Jahren exportierte die Firma ihre Erzeugnisse bis hin nach Wien – wobei als Transportmittel vor allem Ochsen- und Pferdewagen dienten. Erst im Jahr 1910 wurde der Ort durch die Bahnstrecke Eisfeld–Sonneberg erschlossen.
Nach dem Tod von Johann Friedrich Greiner 1820 verkauft die Erbengemeinschaft 1849 und nochmals 1859 einen Teil an G.H. Wirth. Nach dem Tod von G.H. Wirth fiel dessen Anteil an der Firma an drei Erben, wodurch Nachfolgefirmen entstanden. 1874 ist Frau Christiane Wirth Inhaberin.
1881 übernahm Franklin Georgii, ein linksliberaler Abgeordneter des Meininger Landtags, das Unternehmen und führte es unter anderem mit der Produktionslinie Delfter Dekore zu wirtschaftlichem Erfolg. Georgii starb im Jahre 1900. Im Jahr 1901 wurde das Unternehmen unter dem Einfluss des Bankiers Gustav Strupp in die Rauensteiner Porzellanfabrik  Aktiengesellschaft umfirmiert.
1906 beschäftigt die Fabrik 650 Arbeiter. 1913 bot Rauenstein seine breiteste Produktpalette an. 1930 wurde die Firma aus Rentabilitäts- und Konkurrenzgründen geschlossen. Wäre Rauenstein verkauft worden, so hätte die Konkurrenzfirma Porzellanfabrik Kahla in Kahla unter der Fabrikation des umfangreichen Geschäfts an Küchengarnituren gelitten. Die Stilllegung Rauensteins lag im Interesse des Strupp-Konzerns, dem nicht nur Rauenstein, sondern auch Kahla gehörte.
Im Museum Neues Schloss Rauenstein befindet sich eine umfangreiche Sammlung von Porzellan der Porzellanfabrik Rauenstein.

## Produktpalette
| Betrieb I, 1783–1930 Gebrauchsgeschirr, Kindergeschirr, Pfeifenköpfe, Pfeifenstummel, feuerfestes Gebrauchsporzellan, Dekore: Blau Modell (auch mit zusätzlicher Goldbemalung) - vor 1827: Purpur halb Stroh, Aufglasurdekor (mit R-Marke 1787–1827) oder (gekr. Fahnen mit R-n 1850–1930) hessisches Rosen- und Devisenmuster, Drachenmuster, Das Hühnerscharren, Grün-Weinlaub Muster, Crown Derby - seit 1849: Streublümchenmalerei, Muster (Vieux Nyon) - seit 1859/60: Blauvogel (v. Gotthelf Greiner), Blau Zwiebelmuster - seit 1859/60: Blau Chinesisch, Grün Chinesisch, Purpur ganz Stroh, Aufglasurdekor - nach 1878: Japanesische Muster, - seit 1894: Delfter Muster (noch 1908) auf Porzellan - um 1906: Berliner Blaumodell (Strohhalmdekor) | Betrieb II, 1893–1928 Figuren, Nippessachen, Luxusartikel, 1893–1903 Luxusartikel (Büsten der griechischen Mythologie), 1903–1930 Puppenköpfe, Weihkessel, Heiligenfiguren, Indische Gottheiten: Gonesh, und Rhata Krisna. Betrieb III, 1923–1930 Küchengarnituren (Vorratsdosen usw.) |

Einen Einblick in die Produktpalette bieten heute noch existierende Kataloge/Preislisten. Unter der Bezeichnung Preis-Courant bieten sie Abbildungen und Namen der verwendeten Formen, Dekore und Preise.
Im Preis-Courant des Betriebs I von 1908 finden sich folgende Dekornamen: Crown Derby, Blau Zwiebel, Purpur ganz Stroh ohne Gold, Delft, Purpur halb Stroh, Blau Chinesisch, Blau Modell, Blau Vogelmuster, Blau Zwiebel mit Gold, Vieux Nyon, Purpur ganz Stroh mit Gold und Japanesisch. Produkte der Fabrik wurden 1885 in Antwerpen prämiert.

## Handel und Fabrikmarken
Export nach Wien (bis 1794) Export nach: Russland, Dänemark, Schweden, Holland und an den Rhein (um 1803). Export bis 1823 auf die Märkte nach: Sonneberg, Nürnberg, Hildburghausen, Erfurt, Ansbach, Regensburg, Köln, Lüneburg, Emmerich, Xanten, Torgau, Hamburg, Lübeck, Bremen, Braunschweig, Frankfurt a. M., Wesel, Schwerin, Danzig, Königsberg, Tilsit, Lüttich, Wien, Riga, und Petersburg.
1906 unterhielt die Fabrik Musterlager und Vertreter in London, Brüssel, Roermond, Paris, Berlin und Hamburg.
Da die Porzellanmarken (Signaturen), mit denen Rauenstein seine Erzeugnisse seit 1850 kennzeichnete, häufig denen der Manufaktur Meißen mit ihren gekreuzten Schwertern zum Verwechseln ähnlich gestaltet waren, gab es Ärger mit der Konkurrenz. Rauenstein musste die Kennzeichnung ändern. 1787 bis zum 27. Dezember 1827 ein R mit oder ohne Punkt oder Stern in Rot aufglasur, auch in den Farben: Blau, Grün und Purpur. 1827 bis 1850 ein R-n, ab 1850 gekreuzte Fahnen, darunter ein R-n oder Rn.